# Pierre Bastien (médecin)
Pour les articles homonymes, voir Pierre Bastien et Bastien.
Pierre Bastien, né le 13 avril 1924 au Ban-de-Laveline (Vosges) et mort le 21 mai 2006 à Remiremont, est un médecin français. Il s'est fait connaître par ses recherches personnelles et controversées sur l'intoxication par les champignons du genre amanite.
Médecin depuis 1952, à Remiremont dans les Vosges, Pierre Bastien imagine en 1957 un protocole de traitement de l'intoxication alimentaire due à trois espèces d'amanites mortelles : amanites phalloïdes, vireuses et printanières. Le traitement, connu sous la dénomination non officielle de « protocole Bastien », combine l'action des vitamines B et C un antibiotique majeur, l'ingestion de levures et une désinfection intestinale.
Enthousiasmé par les résultats obtenus sur des cas avérés d'intoxication phalloïdienne qu'il traite lui-même avec succès à l'hôpital de Remiremont, mais dénigré par certains de ses confrères, il décide d'ingérer à trois reprises  en 1971, 1974 et 1983, devant les caméras de télévision, des plats d'amanite phalloïde (jusqu'à 70 grammes de champignons),.
Le 28 mars 1981, The Lancet publie une correspondance de médecins du Centre hospitalier universitaire d'Angers rapportant l’utilisation de son traitement, dit « régime de Bastien ».
Ces expériences sont accueillies avec irritation par les professionnels de santé d'Allemagne de l'Ouest : le toxicologue allemand Max Daunderer (de) explique que l'expérience tapageuse de Pierre Bastien est absolument sans danger, du moment que l'antidote est ingéré avant que les toxines phalloïdiennes aient eu le temps d'atteindre le foie, et il ajoute que les intoxications phalloïdiennes en phase initiale se traitent en routine dans les hôpitaux allemands.
Pierre Bastien tente une incursion en politique lors des élections cantonales de 1963, mais y est devancé par Christian Poncelet. Père de famille, veuf en 1984, il succombe à infarctus en 2006.